# Зерсенај Тадесе
Зерсенај Тадесе Хабтесиласе (Тигриња: ዘርእሰናይ ታደሰ; енгл. Zersenay Tadese Habtesilase; 8. фебруар 1982.) је некадашњи еритрејски атлетичар који је држао светски рекорд у полумаратону од 2010. до 2018. године. Његова бронзана медаља на 10.000 метара на Олимпијским играма у Атини 2004. учинила га је првим освајачем олимпијске медаље у Еритреји, а титула на 20 км на Светском првенству у друмском трчању 2006. такође га је учинила првим спортистом земље који је победио на једном светском првенству.
Зерсенај(„Тадесе“ је име његовог оца) је највећи део свог успеха постигао у полумаратону, са четири узастопне победе на Светском првенству у полумаратону од 2006. до 2009., једном сребрном медаљом 2010. и петом титулом 2012. године.
Такође се истакао у трчању у кросу, освојивши златну, сребрну и две бронзане медаље на пет Светских првенстава у кросу . Четвороструки је олимпијац (2004, 2008, 2012 и 2016).
Године 2009, Зерсенај је постао тек други човек (после Пола Тергата) који је освојио три медаље на Светском првенству на три различите површине у истој години: освојио је бронзу у трчању у природи на Светском првенству у кросу, сребро на Светском првенству на 10.000 метара на атлетској (тартан) стази на стадиону и злато у друмском трчању на Светском првенству у полумаратону.
Године 2016. изабран је да буде део Најкиовог тима да покуша да истрчи маратон за брже од два сата. Завршио је трку за 2:06:51.

## Каријера

### Рани живот
Зерсенај Тадесе је рођен на селу поред шесторо браће и сестара, углавном избегавајући патње Еритрејског рата за независност. За бициклизам се заинтересовао још у тинејџерским годинама, и након што је победио на бројним тркама, зацртао је да постане професионални бициклиста у Европи. Међутим, био је лоше припремљен за прелазак на врхунски бициклизам.
У касним тинејџерским годинама, из локалног атлетског клуба сугерисали су да би његова бициклистичка издржљивост могла бити делотворна у трчању на дуге стазе и позвали су га да се такмичи у атлетици. Зерсенај је победио у својој првој трци и од тада се озбиљно фокусирао на атлетику. Зерсенај је потврдио да су му прве године у бициклизму дале издржљивост неопходну за трчање на дуге стазе.
На Светском првенству у кросу у Даблину 2002. био је помало збуњен што је први пут чуо стартни пиштољ, али је ипак успео да заврши сениорску трку на 30. месту са временом 36 минута и 37 секунди. Он се такмичио на свом првом Светском првенству у полумаратону у мају 2002., завршивши одмах изван првих двадесет тркача са временом 1:03:05. Наступио је на стази на Првенству Африке у атлетици, заузевши шесто место у трци на 10.000 метара у Радесу у Тунису.
На Светском првенству 2003. истрчао је 13:05,57 и завршио на осмом месту у финалу на 5.000 метара. Још бољи био је на Светском првенству у полумаратону у Виламоури у Португалији, где је истрчао лични рекорд од 1:01:26 и завршио на седмој позицији.

### Освајач олимпијске медаље
На Олимпијским играма у Атини 2004. постао је прва особа у историји спорта Еритреје која је освојила олимпијску медаљу. Зерсенај је освојио бронзу на 10.000 метара иза Кененисе Бекелеа и Силешија Сихинеа. Његово време од 27:22,57, упркос великој врућини, било је боље за десет секунди од претходног личног рекорда. Зерсенај је одбио да исполитизује освајање медаља иза својих етиопских колега, наводећи: "Увек смо били пријатељи са Етиопљанима. Сада смо нација... Могу рећи да сам веома срећан."
2005. је освојио своју прву медаљу на Светском првенству у кросу, завршио је као други иза Бекелеа и освојио сребрну медаљу. На Светском првенству 2005. оборио је државни рекорд у финалу на 10.000 м, али му је време од 27:12,82 било довољно само за шесто место. Међутим, завршио је сезону позитивно, побољшавши свој лични рекорд у трци на 10.000 м на 27:04,70 на Меморијалу Ван Дам.

### Светски шампион у друмском и крос трчању
У августу 2006. значајно је побољшао свој лични рекорд на 10.000 м, када је на Меморијалу Ван Дам истрчао 26:37.25 и тим резултатом скочио на 8. место најбржих тркача на свету свих времена на деоници од 10.000 метара.

Новим личним рекордом од 59:16 Зерсенај је на полумаратону у Ротердаму изједначио рекорд стазе Самјуела Ванџируа и најавио је поход на шампионску титулу у полумаратону. Остварио је упечатљиву победу на Светском првенству у друмском трчању 2006. у Дебрецину у Мађарској. Истрчао је 20 км за 56:01 – време које је било друго после светског рекорда Хаилеа Гебрселасија и четрдесет секунди брже од освајача сребрне медаље Роберта Кипчумбе. То је био први пут да је Еритрејац освојио велику светску титулу у било ком спорту. Сезону је затворио трчањем на дочеку Нове године у Мадриду где је организована друмска трка на 10 км Сан Силвестре Валекана (шп. San Silvestre Vallecana). Зерсенај и Елиуд Кипчоге истрчали су исто време 26:54, али је Кипчоге проглашен за победника трке. Иако је време било брже од светског рекорда Хаилеа Гебрселасија од 27:02, нови светски рекорд није признат,  јер се претпостављало да су тркачи имали користи од доброг дела трасе који је био на низбрдици.
2007. победио је Кененису Бекелеа и постао светски шампион у кросу. Врућина у Момбаси приморала је бројне тркаче да напусте трку, али Зерсенај је одржао свој темпо и завршио више од двадесет секунди испред другопласираног.
На Светском првенству 2007. водио је у финалу трке на 10.000 метара до осмог километра, али је на крају завршио на четвртој позицији.

### Светски шампион у полумаратону
У августу 2008. је Зерсенај био међу четрдесетак тркача који су се такмичили за медаље у финалу Олимпијаде на 10.000 метара. Иако се Зерсенајево време скоро изједначило са претходним олимпијским рекордом за ову трку, он је завршио једну секунду иза Кенијаца Мозеса Масаија и Мике Когоа, заузевши укупно пето место.
После Олимпијских игара, Зерсенај се вратио у Еритреју и тренирао месец дана да се припреми за Светско првенство у полумаратону 2008. у Рио де Жанеиру. Освојио је своју трећу узастопну титулу на полумаратонској дистанци.
Зерсенај је заузео треће место на Светском првенству у кросу 2009. У априлу се такмичио на свом првом маратону. У маратонској трци у Лондону није могао да заврши трку, повукао се после око 35 претичаних километара.
Освојио је сребрну медаљу на 10.000 метара на Светском првенству 2009. Зерсенај је водио у великом делу трке, постављајући брз темпо, али га је Кенениса Бекеле победио у финишу трке. Након тога, Зерсенај је освојио своју трећу титулу светског првака у полумаратону, поставивши рекорд шампионата од 59:35 минута. Такође је освојио сребрну медаљу са Еритрејом у екипној конкуренцији. Златна медаља на полумаратонској дистанци учинила га је другим тркачем икада који је у истој години освојио медаљу на Светском првенству у кросу, Светском првенству на атлетској стази (на стадиону) и на Светском првенству у друмским тркама. Овај подвиг је раније постигао само Пол Тергат.

### Светски рекорд у полумаратону
Зерсенајева прва друмска трка у 2010. била је Лисабонски полумаратон. Организатори су модификовали стазу како би омогућили брзу трку. Зерсенај је надмашио незванични светски рекорд Хаила Гебрселасија на 20 километара истрчавши из за 55:21 минута. Наставивши даље, Зерсенај је оборио и светски рекорд Семјуела Ванџируа у полумаратону истрчавши га за 58:23 минута, десет секунди брже од претходног рекорда.
Успео је да заврши свој први пуни маратон на Лондонском маратону 2010, са временом од 2:12:03, што је било довољно за седмо место у укупном пласману. Покушао је да освоји још једну титулу на Светском првенству у полумаратону 2010. године, али Вилсон Кипроп је победио, а Зерсенај је узео сребрну медаљу.
2011. Тадесе је заузео четврто место на 10.000 м на Светском првенству.
2012. је изабран је за носиоца заставе Еритреје на Олимпијским играма у Лондону. У финалу на 10.000 метара завршио је на шестом месту, око три секунде иза победника Мо Фараха. После Олимпијских игара трчао је на Светском првенству у полумаратону 2012., где је убедљиво победио у времену од 60:19 минута, 32 секунде испред другопласираног.
На Олимпијским играма у Рију 2016. учествовао је у финалу на 10.000 м и завршио као осми.
2019. године учествовао је у Маратону на Светском првенству одржаном у Дохи. Завршио је на 6. месту.

## Лични живот
Зерсенај је популарна јавна личност у својој домовини; 2500 гостију присуствовало је његовом венчању са Мерхавит Соломон. Њихово венчање је директно преносила еритрејска телевизија. Његов брат, Кидане Тадесе, такође је професионални тркач на дуге стазе који се такмичио на Светском првенству у кросу и Олимпијским играма 2008.

## Лични рекорди
| Стаза                       | Дисципина   | Време (минути:секунде.стотинке) | Место                | Датум               |
| --------------------------- | ----------- | ------------------------------- | -------------------- | ------------------- |
| Атлетска саза (на стадиону) | 3000 м      | 7:39.93                         | Доха, Катар          | 13. мај 2005.       |
| Атлетска саза (на стадиону) | Две миље    | 8:19.34                         | Јуџин, САД           | 10. јун 2007.       |
| Атлетска саза (на стадиону) | 5000 м      | 12:59.27                        | Рим, Италија         | 14. јул 2006.       |
| Атлетска саза (на стадиону) | 10,000 м    | 26:37.25                        | Брисел, Белгија      | 25. август 2006.    |
| Друм (ван стадиона)         | 10 км       | 27:24                           | Манчестер, Енглеска  | 20. мај 2007.       |
| Друм (ван стадиона)         | 15 км       | 41:34+                          | Удине, Италија       | 14. октобар 2007.   |
| Друм (ван стадиона)         | 20 км       | 55:21+                          | Лисабон, Португалија | 21. март 2010.      |
| Друм (ван стадиона)         | Полумаратон | 58:23                           | Лисабон, Португалија | 21. март 2010.      |
| Друм (ван стадиона)         | Маратон     | 2:08:46                         | Берлин, Немачка      | 16. септембар 2018. |

+ Резултат остварен као пролазно време у дужој трци.

## Међународна такмичења
| Година                  | Такмичење                        | Место                   | Позиција                | Дисциплина              | Резултат                | Белешка |
| Представљајући Еритреју | Представљајући Еритреју          | Представљајући Еритреју | Представљајући Еритреју | Представљајући Еритреју | Представљајући Еритреју |         |
| ----------------------- | -------------------------------- | ----------------------- | ----------------------- | ----------------------- | ----------------------- | ------- |
| 2002                    | Светско првенство у кросу        | Даблин, Ирска           | 30.                     | 12 км                   | 36:37                   |         |
| 2002                    | Светско првенство у полумаратону | Брисел, Белгија         | 21.                     | Полумаратон             | 1:03:05                 |         |
| 2002                    | Афричко првенство                | Радес, Тунис            | 6.                      | 10,000 м                | 28:47.29                |         |
| 2003                    | Светско првенство у кросу        | Лозана, Швајцарска      | 9.                      | 12 км                   | 37:10                   |         |
| 2003                    | Светско првенство                | Париз, Француска        | 8.                      | 5.000 м                 | 13:05.57                |         |
| 2003                    | Светско првенство у полумаратону | Виљамура, Португалија   | 7.                      | Полумаратон             | 1:01:26                 |         |
| 2004                    | Светско првенство у кросу        | Брисел, Белгија         | 6.                      | 12 км                   | 36:37                   |         |
| 2004                    | Олимпијске игре                  | Атина, Грчка            | 3.                      | 10.000 м                | 27:22.57                |         |
| 2004                    | Олимпијске игре                  | Атина, Грчка            | 7.                      | 5.000 м                 | 13:24.31                |         |
| 2005                    | Светско првенство у кросу        | Сент Етјен, Француска   | 2.                      | 12 км                   | 35:20                   |         |
| 2005                    | Светско првенство                | Хелсинки, Финска        | 14.                     | 5.000 м                 | 13:40.27                |         |
| 2005                    | Светско првенство                | Хелсинки, Финска        | 6.                      | 10.000 м                | 27:12.82                |         |
| 2006                    | Светско првенство у кросу        | Фукуока, Јапан          | 4.                      | 12 км                   | 35:47                   |         |
| 2006                    | Светско првенство у полумаратону | Дебрецин, Мађарска      | 1.                      | 20 км                   | 56:01                   |         |
| 2007                    | Светско првенство у кросу        | Момбаса, Кенија         | 1.                      | 12 км                   | 35:50                   |         |
| 2007                    | Афричке игре                     | Алжир, Алжир            | 1.                      | 10,000 м                | 27:00.30                |         |
| 2007                    | Светско првенство                | Осака, Јапан            | 4.                      | 10.000 м                | 27:21.37                |         |
| 2007                    | Светско првенство у полумаратону | Удине, Италија          | 1.                      | Полумаратон             | 58:59                   |         |
| 2008                    | Светско првенство у кросу        | Единбург, Шкотска       | 3.                      | 12 км                   | 34:43                   |         |
| 2008                    | Олимпијске игре                  | Пекинг, Кина            | 5.                      | 10.000 м                | 27:05.11                |         |
| 2008                    | Светско првенство у полумаратону | Рио де Жанеиро, Бразил  | 1.                      | Полумаратон             | 59:56                   |         |
| 2009                    | Светско првенство у кросу        | Аман, Јордан            | 3.                      | 12 км                   | 35:04                   |         |
| 2009                    | Светско првенство                | Берлин, Немачка         | 2.                      | 10.000 м                | 26:50.12                |         |
| 2009                    | Светско првенство у полумаратону | Бирмингем, Енглеска     | 1.                      | Полумаратон             | 59:35                   |         |
| 2010                    | Светско првенство у полумаратону | Нанинг, Кина            | 2.                      | Полумаратон             | 1:00:11                 |         |
| 2011                    | Светско првенство                | Даегу, Јужна Кореја     | 4.                      | 10.000 м                | 27:22.57                |         |
| 2012                    | Олимпијске игре                  | Лондон, Енглеска        | 6.                      | 10.000 м                | 27:33.51                |         |
| 2012                    | Светско првенство у полумаратону | Каварна, Бугарска       | 1.                      | Полумаратон             | 1:00:19                 |         |
| 2019                    | Светско првенство                | Доха, Катар             | 6.                      | Маратон                 | 2:11:29                 |         |